# Ragnarock City
Ragnarock City (ラグナロックシテイ, Ragunarokku Shitei) est une petite histoire purement yuri en couleur sortie sous forme d'artbook aux editions BDérogène de Satoshi Urushihara stoppée a la vente. Quelques illustrations couleurs de cette œuvre sont dans l'art book Phi importé en France par Pika. 

## Résumé
Dans un avenir lointain, une fille nommée Rachel va habiter dans une ville aux mœurs étranges, où elle rencontrera les deux filles les plus populaires de son lycée: Mei, une très jolie fille et Kaede non moins belle et qui deviendra la petite amie de Rachel.